# Amanda Peet
Amanda Peet (New York, 11 gennaio 1972) è un'attrice statunitense.

## Biografia
Nasce a New York l'11 gennaio 1972 in una famiglia molto religiosa: il padre, Charles Peet, è un avvocato quacchero mentre la madre Penny è una assistente sociale ebrea. Amanda studia nella scuola quacchera Friends Seminar (frequentata anche dal futuro attore Liev Schreiber) e successivamente si iscrive alla facoltà di Storia della Columbia University, dove ha come insegnante Uta Hagen. Al termine del suo quadriennale periodo di studi con la Hagen prende parte al revival (off-Broadway) della commedia di Clifford Odets Awake and Sing.
Appare per la prima volta in televisione nella pubblicità delle caramelle Skittles e successivamente ha il ruolo di "guest star" nel telefilm poliziesco Law & Order - I due volti della giustizia. Il debutto sul grande schermo avviene con la commedia Animal Room (1995), che non ottiene grande successo e non arriva in Italia. Successivamente la Peet studia recitazione e prende parte a numerosi film indipendenti.
La consacrazione avviene nel 1999, anno in cui ottiene il ruolo di protagonista nella serie televisiva Jack & Jill (che la tiene impegnata per due anni). Nello stesso anno è nel cast dei film Semplicemente irresistibile (insieme a Sarah Michelle Gellar) e Body Shots, ma comincia ad essere molto popolare dopo FBI: Protezione testimoni (2000). Notata anche per la sua bellezza, viene inserita dalla rivista People nella lista delle 50 donne più belle del mondo.
Nel 2001 è la protagonista della commedia adolescenziale americana Assatanata, in cui per la prima volta interpreta un ruolo comico (lo farà una seconda volta in Sballati d'amore - A Lot Like Love). Nel 2004 è la volta di FBI: Protezione testimoni 2, sequel del precedente, mentre nel 2005 è nel cast del film Melinda e Melinda, per la regia di Woody Allen, e Syriana, diretto da Stephen Gaghan.
Nel febbraio del 2006 prende parte allo show teatrale A piedi nudi nel parco di Neil Simon. Tra il 2006 e il 2007 partecipa alla serie televisiva Studio 60 on the Sunset Strip, ideata da Aaron Sorkin, mandata in onda dalla NBC verso la fine del 2006.

### Vita privata
È sposata con il produttore e sceneggiatore David Benioff, la coppia ha tre figli.

## Filmografia

### Attrice

#### Cinema
- Animal Room, regia di Craig Singer (1995)
- Il senso dell'amore (She's the One), regia di Edward Burns (1996)
- Un giorno... per caso (One Fine Day), regia di Michael Hoffman (1996)
- Grind, regia di Chris Kentis (1997)
- Touch Me, regia di H. Gordon Boos (1997)
- Southie, regia di John Shea (1998)
- Scherzi del cuore (Playing by Heart), regia di Willard Carroll (1998)
- Semplicemente irresistibile (Simply Irresistible), regia di Mark Tarlov (1999)
- Jump, regia di Justin McCarthy (1999)
- Two Ninas, regia di Neil Turitz (1999)
- Body Shots, regia di Michael Cristofer (1999)
- FBI: Protezione testimoni (The Whole Nine Yards), regia di Jonathan Lynn (2000)
- Takedown (Track Down), regia di Joe Chappelle (2000)
- Whipped - Ragazzi al guinzaglio (Whipped), regia di Peter M. Cohen (2000)
- Assatanata (Saving Silverman), regia di Dennis Dugan (2001)
- High Crimes - Crimini di stato (High Crimes), regia di Carl Franklin (2002)
- Igby (Igby Goes Down), regia di Burr Steers (2002)
- Ipotesi di reato (Changing Lanes), regia di Roger Michell (2002)
- Identità (Identity), regia di James Mangold (2003)
- Tutto può succedere - Something's Gotta Give (Something's Gotta Give), regia di Nancy Meyers (2003)
- FBI: Protezione testimoni 2 (The Whole Ten Yards), regia di Howard Deutch (2004)
- Melinda e Melinda (Melinda and Melinda), regia di Woody Allen (2005)
- Sballati d'amore - A Lot Like Love (A Lot Like Love), regia di Nigel Cole (2005)
- Syriana, regia di Stephen Gaghan (2005)
- Fast Track, regia di Jesse Peretz (2006)
- Griffin & Phoenix, regia di Ed Stone (2006)
- Martian Child - Un bambino da amare (The Martian Child), regia di Menno Meyjes (2007)
- 5 dollari al giorno ($5 a Day), regia di Nigel Cole (2008)
- X-Files - Voglio crederci (The X-Files: I Want to Believe), regia di Chris Carter (2008)
- Boston Streets (What Doesn't Kill You), regia di Brian Goodman (2008)
- 2012, regia di Roland Emmerich (2009)
- Please Give, regia di Nicole Holofcener (2010)
- I fantastici viaggi di Gulliver (Gulliver's Travels), regia di Rob Letterman (2010)
- Io sono tu (Identity Thief), regia di Seth Gordon (2013)
- C'era una volta un'estate (The Way, Way Back), regia di Nat Faxon e Jim Rash (2013)
- SWOP: I sesso dipendenti (Sleeping with Other People), regia di Leslye Headland (2015)

#### Televisione
- Law & Order - I due volti della giustizia (Law & Order) – serie TV, episodio 6x5 (1995)
- Central Park West – serie TV, 6 episodi (1996)
- Ellen Foster, regia di John Erman – film TV (1997)
- Seinfeld – serie TV, episodio 8x22 (1997)
- Una vacanza indimenticabile (Origin of the Species), regia di Andres Heinz – film TV (1998)
- Jack & Jill – serie TV, 32 episodi (1999-2001)
- Studio 60 on the Sunset Strip – serie TV, 22 episodi (2006-2007)
- How I Met Your Mother – serie TV, episodio 5x13 (2010)
- Bent – serie TV, 6 episodi (2012)
- The Good Wife – serie TV, 7 episodi (2012-2013)
- Togetherness – serie TV, 16 episodi (2015-2016)
- Brockmire – serie TV, 12 episodi (2017-in corso)
- The Romanoffs – serie TV, episodio 1x04 (2018)
- Attrazione fatale (Fatal Attraction) - serie TV, 8 episodi (2023)
- Your Friends & Neighbors - serie TV (2025)

### Doppiatrice
- Quantum Quest: A Cassini Space Odyssey, regia di Harry Kloor e Daniel St. Pierre (2010)

## Doppiatrici italiane
Nelle versioni in italiano dei suoi film, Amanda Peet è stata doppiata da:
- Rossella Acerbo in FBI: Protezione testimoni, FBI: Protezione testimoni 2, Ipotesi di reato, Identità, Sballati d'amore, Please Give, Io sono tu, Dirty John
- Tiziana Avarista in Semplicemente irresistibile, Studio 60 on the Sunset Strip, Syriana, 2012, The Romanoffs
- Barbara De Bortoli in Tutto può succedere - Something's Gotta Give, Body Shots, Togetherness
- Chiara Colizzi in Ellen Foster, Il senso dell'amore, Martian Child - Un bambino da amare
- Eleonora De Angelis in Assatanata, High Crimes - Crimini di stato, Jack & Jill
- Francesca Fiorentini in Melinda e Melinda, Your Friends & Neighbors
- Cristiana Lionello in Whipped - Ragazzi al guinzaglio
- Francesca Guadagno in Igby
- Anna Cesareni in X-Files - Voglio crederci
- Stella Musy ne I fantastici viaggi di Gulliver
- Monica Vulcano in Cinque dollari al giorno
- Cinzia Massironi in How I Met Your Mother
- Gea Riva in Attrazione fatale
- Cristina Boraschi in Seinfeld